# فيرنر يغر
فيرنر يغر (بالألمانية: Werner Jäger)‏ هو متزلج سريع نمساوي، ولد في 3 سبتمبر 1959 في إنسبروك في النمسا.

## وصلات خارجية
- فيرنر جاغر على موقع SpeedSkatingNews.info (الإنجليزية)
- فيرنر جاغر على موقع أوليمبيديا (الإنجليزية)